# Rue du Docteur-Ferron
La rue du Docteur-Ferron est une voie du centre-ville de la commune française de Laval.

## Situation et accès
Elle relie la place de Hercé à la place du Gast. Elle est bordée au sud par la bibliothèque Albert-Legendre.

## Origine du nom
Né à Temblay en Ille-et-Vilaine, le 6 février 1870 et mort le 8 mai 1921, le docteur Jules Ferron tout jeune interne des hôpitaux de Paris vint s'installer à Laval. Ayant entendu parler des sœurs de Saint François, qu'une personne de grand cœur avait fait venir à Laval pour soigner les malades pauvres et qui venait à la porte de sa maison rue St Mathurin, encouragé par le corps médical lavallois, il décida d'y établir sa clinique.

## Historique
L'histoire de la rue du Docteur-Ferron est liée à celle de la place de Hercé. Ce vaste espace, occupé par un prieuré de Bénédictines à partir du XVIIe siècle, est aménagé après la Révolution française, lorsque les bâtiments conventuels sont détruits.
Jusqu'en 1976, l'emplacement de l'actuelle bibliothèque Albert-Legendre était occupé par une halle aux toiles. Celle-ci, construite en 1731, avait été transformée en Galeries de l'Industrie en 1852.

## Bâtiments remarquables et lieux de mémoire
- Au numéro 10, hôtel particulier du XVIIIe siècle.
- La chapelle Saint-François, construite vers 1899 pour la Société du Bon-Secours. Elle se compose d'une longue nef terminée par un chevet en hémicycle.